# Ceraphron carlylei
Ceraphron carlylei är en stekelart som beskrevs av Girault 1920. Ceraphron carlylei ingår i släktet Ceraphron och familjen pysslingsteklar. Inga underarter finns listade i Catalogue of Life.